# Xenokylindria prolifera
Xenokylindria prolifera är en svampart som först beskrevs av Matsush., och fick sitt nu gällande namn av DiCosmo, S.M. Berch & W.B. Kendr. 1983. Xenokylindria prolifera ingår i släktet Xenokylindria, divisionen sporsäcksvampar och riket svampar.   Inga underarter finns listade i Catalogue of Life.